# Coworking
Coworking (też co-working, z ang. praca razem) –  możliwość indywidualnej lub wspólnej pracy na wynajmowanej powierzchni, najczęściej biurowej, wykorzystywana głównie przez tak zwanych freelancerów. 

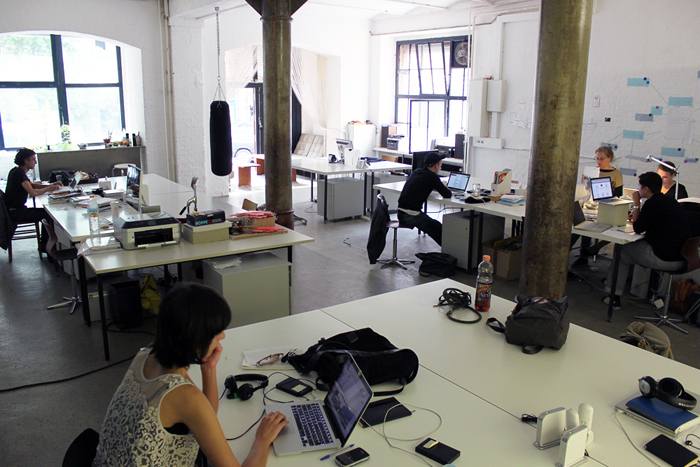
Przykład powierzchni coworkingowej w Berlinie

W ostatnich latach obserwowany jest dynamiczny rozwój sektora powierzchni coworkingowych. Ich zaletą są m.in. niższe niż w przypadku „tradycyjnych” biur ceny wynajmu, wynikające przede wszystkim ze współużytkowania urządzeń i wyposażenia, a także możliwość współpracy z innymi przedsiębiorcami działającymi w tej samej lokalizacji.
W 2023 roku w Polsce funkcjonowało ponad 180 przestrzeni typu flex, czyli coworkingowych i biur serwisowych, najwięcej w Warszawie.